# Special Purpose Acquisition Company
Eine Special Purpose Acquisition Company (SPAC) ist ein Unternehmen, dessen Zweck darin besteht, zunächst Kapital über einen eigenen Börsengang einzusammeln, um dieses in einem zweiten Schritt in die Übernahme eines (vorher nicht fest bestimmten und nicht an der Börse gehandelten) Unternehmens zu investieren. Für das zu übernehmende Unternehmen ist der Kauf durch eine SPAC eine Alternative zu einem herkömmlichen Börsengang (IPO). Die SPAC wird durch die Übernahme zur Mantelgesellschaft.

## Funktionsweise
Typischerweise wird eine SPAC von einem sogenannten Sponsor aufgelegt, der selbst investiert und die unternehmerische Führung des Vehikels übernimmt. Viele dieser Sponsoren stammen ursprünglich aus dem Private-Equity-Sektor. Im ersten Schritt wird Geld über einen Börsengang eingesammelt und zunächst auf einem Treuhandkonto zum risikolosen Marktzins angelegt. Innerhalb eines vorgegebenen Zeitrahmens (etwa 24 Monate) versucht die SPAC, einen oder mehrere Unternehmenskäufe zu tätigen, wobei der Akquisitionsrahmen im Allgemeinen durch die Gesellschaftssatzung vorgegeben ist, z. B. in Bezug auf avisierte Sektoren oder Unternehmensgröße.
Das Ziel einer Akquisition besteht darin, ein Unternehmen, das noch nicht an der Börse gelistet ist, durch die Übernahme öffentlich handelbar zu machen. Die finale Entscheidung für die Übernahme trifft die Hauptversammlung: Stimmt die Mehrheit der Aktionäre dafür, wird der Kauf umgesetzt, andernfalls kommt es zur Auflösung der SPAC und Rückzahlung der eingesammelten Gelder an die Aktionäre. Wird innerhalb des vereinbarten Zeitrahmens keine Akquisition getätigt, folgt gleichfalls die Auflösung und die Aktionäre erhalten das auf dem Treuhandkonto angelegte und verzinste Geld zurück.
Für das zu übernehmende Unternehmen ist eine Übernahme durch eine SPAC eine Alternative zu einem herkömmlichen Börsengang (IPO); diesem wird vorgeworfen, zu aufwendig zu sein – insbesondere in den USA. Der Kauf durch eine SPAC wird ausschließlich mit dem Sponsor verhandelt, dadurch werden der langwierige und teure IPO-Prozess und die damit verbundenen Unsicherheiten vermieden und die Börsennotierung auch für kleinere Unternehmen ermöglicht.

## Übernahmeobjekte und Entwicklung in Deutschland
Viele Übernahmen durch SPAC werden in Ländern wie den USA, China, Indien und Israel beobachtet, so wie in den Branchen Gesundheit, Transport, Finanzen, Telekommunikation und Konsumentenprodukte. Seit 2020 sind vermehrt die Themengebiete erneuerbare Energie oder Elektromobilität im Fokus von SPAC.
Während in den USA eine große Anzahl von SPAC aufgelegt wurde, waren es in Deutschland bis Ende 2020 nur drei:
- Germany 1 wurde im Juli 2008 an der Börse platziert und sammelte insgesamt 250 Millionen Euro ein.[5] Im September 2009 übernahm Germany 1 die Mehrheit an dem Hersteller von Stromversorgungsgeräten AEG Power Solutions. Das Unternehmen ging 2017 in die Insolvenz und ist seit 2018 nicht mehr an der Börse.[6]
- Helikos wurde im Januar 2010 platziert und sammelte insgesamt 200 Millionen Euro ein, um in deutsche Mittelstandsunternehmen zu investieren.[7] Im Sommer 2011 übernahm Helikos die Schweizer Unternehmensgruppe Exceet und nennt sich seitdem Exceet Group.
- Europe Cleantech 1 wurde im Oktober 2010 platziert und sammelte insgesamt 115 Millionen Euro ein, um in Unternehmen der Umwelttechnologie zu investieren.[8] Nach dem Erwerb der belgischen Electrawind Gruppe ging diese 2018 in die Insolvenz.

Ab 2020 nahm die Beliebtheit der SPAC und so die Auflagehäufigkeit stark zu; so gingen in den USA 250 SPAC neu an die Börse, im Januar 2021 schon 70. Auch in Europa kam es zu der Auflage von SPAC; in Deutschland gab es im Februar 2021 mit Lakestar Spac I mit einem Volumen von 275 Mio. Euro die erste Neuemission einer SPAC seit 2010 (die im September des Jahres mit HomeToGo fusionierte, und diese so an die Börse brachte).

## Belege
1. ↑  "Spacs" Private Equity 2.0 Manager Magazin (vom 11. Juni 2008).
2. ↑  GoingPublic: Unterschied zwischen SPAC und Mantelgesellschaft. ipo-mantelgesellschaft.de, abgerufen am 7. Februar 2024.
3. ↑  The Economist: What the SPAC craze means for tech investing, 20. Februar 2021 (englisch).
4. ↑  Was ist ein SPAC? spacnews.de, abgerufen am 6. Februar 2021.
5. ↑  manager magazin: Germany1: Für Middelhoff wird es ernst. Abgerufen am 20. Februar 2021.
6. ↑  3W Power S.A. / AEG Power Solutions: 3W Power/AEG Power Solutions erreicht wesentlichen Meilenstein mit Zustimmung der Hauptversammlung. Beschlossene Maßnahmen verbessern finanzielle Position von AEG PS durch substanzielle Schuldenreduktion und Delisting. 9. Mai 2018, abgerufen am 19. Februar 2021.
7. ↑  Artikel in der FTD vom 4. Februar 2010 ftd.de (Memento vom 7. Februar 2010 im Internet Archive)
8. ↑  Artikel in der FTD vom 21. Oktober 2010 ftd.de (Memento vom 21. Oktober 2010 im Internet Archive)
9. ↑  SPACs und Apps: Börsenboom mit riskanten Konstrukten, orf.at, 29. Januar 2021, abgerufen am 30. Januar 2021.
10. ↑  WiWo: Lakestar nimmt mit erstem deutschen Mantel-Börsengang 275 Millionen Euro ein, 18. Februar 2021.